# Jiří Starosta
Jiří Starosta   (Muglinov, 22 d'abril de 1924 - 15 de febrer de 2012) va ser un futbolista txec de la década de 1950 i entrenador de futbol.
Com a futbolista va jugar a Vítkovické železárny. L'any 1959 fou nomenat seleccionador d'Etiòpia. A continuació fou nomenat seleccionador de Sudan i seleccionador de Cuba. El 1984 esdevingué entrenador del club Vítkovice.